# Haliplus aspilus
Haliplus aspilus is een keversoort uit de familie watertreders (Haliplidae). De wetenschappelijke naam van de soort is voor het eerst geldig gepubliceerd in 1957 door Guignot.